# Кудзьо Йоріцуне
Кудзьо Йоріцуне (яп. 九条 頼経, 12 лютого 1218 — 1 вересня 1256) — 4-й очільник Камакурського сьогунат у 1226—1244 роках. Відомий також як Фудзівара но Йоріцуне.

## Життєпис
Походив з роду Кудзьо, гілки аристократів Фудзівара. Син Кудзьо Мітііе, сешшьо за імператора Тюкьо у 1221 році. Бабцею по батьківській лінії була небогою сьогуна Мінамото но Йорітомо. Матір'ю була Сайноджі Рінсі. Народився Йоріцуне у 1218 році. При народженні отримав ім'я Мітора (Потрійний тигр). 1225 року оголошено спадкоємцем сьогуна Мінамото но Санетомо. Того ж року відбулася церемонія повноліття.
У 1226 році після смерті Санетомо стає сьогуном, втім фактична влада перейшла до сіккена Ходзьо Ясутокі. Того ж року Йоріцуне отримав старший п'ятий ранг. 1230 року одружвся з донькою Мінамото но Йоріїе (2-го очільника Камакурського сьогунату), чим зміцнив свої позиції як сьогуна. 1231 року стає власником молодшого четвертого рангу, а незабаром — старшого четвертого рангу.
1232 року надано молодший третій ранг, а 1233 року — посаду тимчасового середнього державного радника. 1234 року отримав старший третій ранг, 1235 року — молодший другий ранг, 1236 року — старший другий ранг. Незважаючи на посаду та високе становище серед куґе (вищої знаті), Кудзьо Йоріцуне не мав жодної влади, яка перейшла до роду Ходзьо.
1238 року переселяється до палацу Рокухара в місті Міяко, але невдовзі повертається до Камакури. 1242 року після смерті Ходзьо Ясутокі зумів очолити бакуфу (уряд) сьогунату, незважаючи на отримання Ходзьо Цунетокі посади сіккена. Внаслідок протистояння Йоріцуне з Цунетокі першим вимушений був скласти з себе повноваження сьогуна. Новим очільником сьогунату став син Кудзьо Йоріцуне — Кудзьо Йоріцуґу.
У 1245 році колишній сьогун став буддистським ченцем. Втім намагався здійснити політику інсей (на кшталт того, як екс-імператори правили через своїх малолітніх імператорів-синів й повалили владу клану Фудзівара). Як екс-сьогун з опорою на буддистські монастирі Йоріцуне намагався керувати сьогунатом через свого сина. Втім ці спроби були припинені сіккеном Ходзьо Токійорі, який повалив Кудзьо Йоріцуґу. Помер у 1256 році.